# NGC 7027
NGC 7027 é uma nebulosa planetária muito pequena e densa, situada a cerca de 3.000 anos-luz (920 pc) de distância localizada na constelação de Cygnus. Apesar de ser tão bem conhecida e estudada, a NGC 7027 não tem um nome popular em português, mas ao menos em inglês é conhecida como "Gummy Bear Nebula" ou "Magic Carpet Nebula" ("nebulosa do ursinho de goma" e "Nebulosa do Tapete Mágico", em tradução livre).  
Foi descoberta em 1878 por Édouard Jean-Marie Stephan, usando o refletor de 31 polegadas no Observatório de Marselha. É uma das menores nebulosas planetárias ja descobertas, e uma das mais estudadas. Visualizada por um telescopio comum ela parece ser uma estrela relativadamente branca-azulada. 
NGC 7027 é uma das nebulosas planetárias mais brilhantes visualmente.
Ver também: Lista de objetos NGC,Cygnus, Nebulosa Olho de gato